# Steven Setephano
Pas d'image ? Cliquez ici

a Compétitions nationales et continentales officielles uniquement.

b Matchs officiels uniquement.
Dernière mise à jour le 8 juin 2023.
Steven Setephano, né le 15 avril 1984 à Wellington (Nouvelle-Zélande), est un joueur de rugby à XV cookien évoluant aux postes de troisième ligne centre ou troisième ligne aile. Il connaît une sélection avec les îles Cook en 2014. Il mesure 1,92 m pour 108 kg.

## Carrière

### En club
Après être passé par la Rotorua Boys' High School, Steven Setephano commence sa carrière professionnelle en 2005 avec la province de Waikato en National Provincial Championship (NPC),. Il joue pendant trois saisons avec cette province, et dispute dix-neuf rencontres.
Il joue également avec l'équipe Development (espoir) de la franchise des Chiefs à partir de 2004. Il fait ensuite partie de l'effectif senior de cette franchise en 2006 et 2007, mais ne dispute aucune rencontre.
À la recherche de plus de temps de jeu, il rejoint la franchise des Highlanders à partir de la saison 2008 de Super 14. Il dispute huit rencontres lors de sa première saison,.
Également en 2008, il quitte Waikato pour rejoindre Otago,.
En 2010, après deux saisons à Otago, il décide de retourner jouer à Waikato, afin de se rapprocher de ses proches,.
Non conservé aux Highlanders après l'arrivée de Jamie Joseph à la tête de l'équipe, il retourne jouer aux Chiefs pour la saison 2011, où il dispute seulement deux rencontres,.
Après son passage aux Chiefs, il rejoint le club japonais des NTT Docomo Red Hurricanes évoluant en Top League. Setephano s'y impose comme un cadre pendant deux saisons, avant de voir son temps de jeu décliner lors de ses deux autres saisons au club. Il quitte le club en 2015.
Setephano arrive alors en France, où il est mis à l'essai pendant quelques semaines par le Castres olympique, qui cherche alors un joker médical à Piula Faasalele, mais il ne parvient pas à obtenir de contrat,.
Il rejoint finalement le FC Grenoble à l'orée de la saison 2015-2016 de Top 14,. Il s'impose alors comme un joueur important dans la rotation grenobloise, en doublure de Rory Grice. Initialement non-conservé au terme de la saison 2016-2017, il prolonge finalement son contrat à la suite de la relégation du club en Pro D2,. Au début de la saison de Pro D2, il est nommé capitaine du club isérois, qu'il mène lors de la remontée en Top 14, après une victoire en barrage d'accession contre l'US Oyonnax,. Setephano ne peut cependant pas empêcher la relégation immédiate du club, et met un terme à sa carrière en juin 2020, après une dernière saison en Pro D2,.

### En équipe nationale
Il joue avec l'équipe de Nouvelle-Zélande des moins de 19 ans en 2003 et des moins de 21 ans en 2004.
En mai 2015, en vertu de ses origines, il est retenu dans le groupe cookien pour le match de qualification à la Coupe du monde 2015.
Il connait sa première et unique sélection sélection avec l'équipe des îles Cook le 28 juin 2014 à l’occasion d’un match contre l'équipe des Fidji à Lautoka.

## Palmarès

### Joueur

#### En club et province
- Championnat de France de Pro D2 :
  - Vice-champion (1) : 2018 avec le FC Grenoble
- Barrage d'accession au Top 14 :
  - Vainqueur (1) : 2018 avec le FC Grenoble
  - Finaliste (1) : 2019 avec le FC Grenoble

### Entraîneur
- Championnat de France de Pro D2 :
  - Vice-champion (1) : 2023 avec le FC Grenoble
- Barrage d'accession au Top 14 :
  - Finaliste (1) : 2023 avec le FC Grenoble

#### En équipe nationale
- 1 sélection avec les Îles Cook.
- 0 point inscrit